# Dollot
Dollot település Franciaországban, Yonne megyében. Lakosainak száma 326 fő (2022. január 1.). Dollot Montacher-Villegardin, Brannay, Chéroy, Lixy, Saint-Valérien és Vallery községekkel határos.

## Népesség
A település népességének változása:
| Lakosok száma | 323  | 327  | 333  | 322  | 317  | 316  | 315  | 312  | 326  |
|               | 2013 | 2015 | 2016 | 2017 | 2018 | 2019 | 2020 | 2021 | 2022 |